# Diplotoxa quarta
Diplotoxa quarta är en tvåvingeart som beskrevs av Spencer 1986. Diplotoxa quarta ingår i släktet Diplotoxa och familjen fritflugor. Inga underarter finns listade i Catalogue of Life.